# NK Međimurje
NK Međimurje este un club de fotbal din Čakovec, Croația. Echipa susține meciurile de acasă pe Stadion SRC Mladost cu o capacitate de 8.000 de locuri.